# すべてをあなたに (映画)
『すべてをあなたに』（That Thing You Do!）は、1996年製作のアメリカ映画。
俳優のトム・ハンクスが満を持して温めた企画を映画化した青春音楽映画で、1960年代にビートルズのようなスターを夢見た若者たちを描く。ハンクス自身は彼らのマネージャー役で出演もしている。また無名時代のシャーリーズ・セロンが主人公のガールフレンド役で出演しているほか、トム・ハンクスの夫人であるリタ・ウィルソンがウェイトレス役で、息子であるコリン・ハンクスが新人のボーイ役でそれぞれ出演している。

## 音楽
本作中には、舞台となる1960年代の雰囲気に合わせた楽曲が多く登場する。劇中で使われる曲はすべてオリジナルで、ハンクス自身も数曲作詞作曲をしている。主題歌の「That Thing You Do!」はアカデミー主題歌賞にノミネートされた。またミュージシャンの中にはこの主題歌のファンも多く、ビルボード5週連続1位の「マイ・シャローナ」で有名なザ・ナックや、日本ではSHAKALABBITSなどが正式に「That Thing You Do!」のカバーをCDに収録して発売しているほか、イン・シンクやペンタトニックスなどもステージでカバー披露している。

## ストーリー
1964年、ペンシルベニア州の小さな田舎町、エリー。父の電気店を手伝っているガイはジャズが好きで、閉店後に地下でドラムを叩いている時が至福の時間だった。ある時、大学のコンテストに出場する友達のバンドから、ケガをしたドラマーの代役を頼まれる。バンド「ワンダーズ」のメンバーは作詞作曲も手掛けるボーカル＆サイドギターのジミー、リードギター＆サイドボーカルのレニー、そしてベースプレイヤー。そしてジミーのガールフレンドのフェイも常にバンドと共に行動していた。コンテストでの演奏曲はバラードだったが、ガイはその場のひらめきでハイビートなリズムを刻むとこれが大ウケして優勝する。そしてここからバンドのシンデレラストーリーが始まるのであった。
コンテストを見た町のライブレストランのオーナーに声をかけられ、店内ステージにレギュラー出演するとファンが次々に増え、すっかり地元の人気バンドになった。自信をつけたメンバーがレコードを自主製作する頃、評判を聞きつけたホレスがマネージメントを申し出てくる。ホレスの売り込みで地元ラジオに曲のオンエア、ピッツバーグのロックイベントへの出演、そしてメジャーレーベルであるプレイトーンレコード会社の敏腕プロデューサー、ミスター・ホワイトへの紹介と続く。
ホワイトに見込まれたワンダーズはレーベルからのメジャーレコード発売と、プレイトーンレコード所属のミュージシャン達と共に全米を廻るツアーへの参加が決定。他のツアーアーティストの中にはガイ達が憧れのダイアン・デインやフレディ・フレデリクソンらも居た。ホワイトはワンダーズの表記スペルの変更（The One-dersからThe Wonders）をはじめ、ステージでの立ち振る舞いや段取りの指導、お揃いの赤やゴールドの衣装を着させたり、ガイにサングラスをかけさせてトレードマークとされるなど、次々にバンドを改革。プロデュースされたワンダーズの人気は急上昇し、レコードは全米チャートでトップ10入りまで昇りつめるのであった。
若者に絶大な人気となったワンダーズは合同ツアーから離れ単独の活動に入ると、映画へのチョイ役やラジオへのゲスト出演など、まさに順風満帆であった。しかしジミーだけは不満を抱えていた。作曲の才能もあるジミーはライブばかりではなく次のレコード制作もしたかったのだが、いつまで経ってもその気配がないからだ。記者を招いてのレーベルのパーティで、会長が自分達を気に入ってくれていると思ったジミーは会長に直談判を試みるが、昼飯の邪魔だと怒鳴りつけられてしまう。記者の前では笑顔で肩を組んでくれた会長だが、実際は金儲けの使い捨てコマ程度にしか思われていなかったのだ。ダイアン・デインに「会社を信じるな」と助言されていた意味を理解し始めるジミー。ある日、仕事の合間に1人時間を持て余したガイは、ボーイにジャズが楽しめる店を教えてもらい行ってみると、そこにはガイが憧れるジャズマン、デル・パクストンがおり、ウェイトレスの計らいで同席させて貰うと、音楽人生に対して助言を貰えるのであった。
この頃からジミーだけでなくメンバーの気持ちも少しずつではあるがバラバラになり始めていた。ついに全米放送のテレビ番組に出演するワンダーズだが、もともと海兵隊に入隊する予定だったベースプレイヤーは、ホテルで出会った現役海兵隊員に誘われ遊びに出たっきり戻って来なかった。番組にはホワイトが用意した腕利きのベーシストが代役に入ったため問題なく、番組出演は大成功で終えるのだが、その放送中に「ジミーファンの女性の皆様、彼は婚約しています。」というテロップが流れる。ジミーはこれに激怒して否定、ジミーが自分を愛していない事に気づいたフェイは別れを告げると、バンド内の空気は険悪になってしまう。一方レニーは元々モテたくてバンドをやっていた部分があり、モデル並みに美人の恋人が出来ると、バンド活動そっちのけで恋人と遊びに行ってしまうのであった。
すでにメンバーの心がバラバラになった中、新アルバムのレコーディングが始まったが、しっとりとしたバラード曲を中心にしたオリジナルを作りたいジミーに対し、ホワイトが指示するアルバムの内容はカバー曲が中心でオリジナルはLP片面につき１曲ずつのみ、それも湿っぽいラブソングは無しでスナップの効いたノリの良い曲にしろとの要求だった。売れるレコードを知り尽くしているホワイトと、ジミーが作りたい物とは大きく違っており、ジミーはその場で「辞める」と言い放ちスタジオを後にする。バンドの中心であるジミーが去る事はバンドの解散を意味していた。ガイは「まだチャートに残っているのに解散だなんて」と落ち込むが、ホワイトは「The One-hit Wonders（一発屋）はよくあることだ。ここには少し残っていてもいいよ」と言い残し、スタジオを後にする。
ガイはどうしたら良いか解らず独り残されたスタジオでドラムをいじり始めると、そこに尊敬するデル・パクストンが現れ、ジャム・セッションを始めるとガイは元気を取り戻す。その後、ホテルに戻ったガイはフェイに音楽の仕事ができたのでとどまることを伝え、故郷に帰るフェイを見送ろうとするが、フェイを愛していることに気付き、キスをして抱きしめた。

## キャスト
※括弧内は日本語吹替（ディレクターズ・カット版DVDは未収録）
- ガイ・パターソン - トム・エヴェレット・スコット（子安武人）
- フェイ・ドーラン - リヴ・タイラー（黒田由美）
- ジミー - ジョナサン・シェック（関智一）
- レニー - スティーヴ・ザーン（矢尾一樹）
- ベースプレイヤー - イーサン・エンブリー（宮本充）
- ミスター・ホワイト - トム・ハンクス（山寺宏一）
- マーガレット - リタ・ウィルソン（高乃麗）
- ティナ - シャーリーズ・セロン （山崎和佳奈）
- チャド - ジョヴァンニ・リビシ
- ソル - アレックス・ロッコ
- フォトグラファー - ゲディ・ワタナベ
- ガス・グリソム - ブライアン・クランストン

## エピソード
- 日本でもプロモーションが行われ、ハンクスら出演者は来日した際『THE夜もヒッパレ』にゲスト出演。番組中でワンダーズのメンバーとハンクスは生歌で劇中歌の他、ビートルズの「Please Please Me」や「I Want To Hold Your Hand」を披露した。
- 公開から24年後の2020年4月、コロナ禍の中で当時の出演者達がリモートで集まり、フリートークをストリーミング配信した。コロナの影響で収益が大幅に減った音楽業界へのチャリティーが目的で募金も受け付けた。配信への出演はワンダーズの4名に加え、トム・ハンクスの息子のコリンや、チャド役のジョヴァンニ・リビシなども登場。配信開始から少し遅れて部屋の背後で「すべてをあなたに」を上映し、映画の終了と共にこのトーク配信も終了した。そのため配信時間は映画の上映時間とほぼ同じの約1時間50分ほどであった。なお、タイトルソングや劇中歌の数曲を担当したアダム・シュレシンジャー（ファウンテインズ・オブ・ウェイン、アイヴィー）がコロナウイルスの合併症で亡くなっている。